# Sōrin Ōtomo
Sōrin Ōtomo (jap. 大友宗麟), także Francisco, Fujiwara no Yoshishige i Ōtomo Yoshishige, (ur. 31 stycznia 1530, zm. 11 czerwca 1587) – japoński daimyō (pan feudalny), samuraj konwertowany na katolicyzm. Propagator chrześcijaństwa na wyspie Kiusiu.

## Życiorys
Syn Yoshiaki Ōtomo, odziedziczył domenę Funai na Kiusiu, spotkał się ze św. Franciszkiem Ksawerym w 1551. W 1562 Ōtomo został mnichem buddyjskim, a w 1578, głównie ze względów politycznych, przyjął katolicyzm, zmieniając imię na „Francisco”. Później jednak stał się gorliwym katolikiem, posuwając się nawet do niszczenia świątyń buddyjskich i chramów shintō. Sōrin był zainteresowany kulturą i nauką europejską, wysłał delegacje polityczne do Goa w 1550, a w 1558 finansował wraz z dwoma innymi katolickimi daimyō (Harunobu Arima i Sumitada Ōmura) poselstwo do Rzymu (Misja  Tenshō). Dzięki pomocy wojskowej Europejczyków Ōtomo stoczył w latach 1550. wiele zwycięskich bitew, zdobywając większość terytorium Kiusiu. Żoną Ōtomo była Nata, zaciekła przeciwniczka chrześcijaństwa, nazywana przez jezuitów „Izebel”; wbrew woli Ōtomo próbowała bezskutecznie oddalić ich syna od katolicyzmu.
Pod koniec swojego życia, Sōrin popadł w konflikt z potężną rodziną Shimazu, i zwrócił się o pomoc do sioguna Hideyoshi Toyotomiego, z którym wspólnie pokonał wrogów. Ōtomo Sōrin zmarł przed zakończeniem tej kampanii wojennej, więc to jego syn, Yoshimune Ōtomo, otrzymał ziemie zdobyte po pokonaniu Shimazu. 